# Östra Stensjön
Östra Stensjön är en sjö i Gnesta kommun i Södermanland och ingår i Trosaåns huvudavrinningsområde. Sjön är 10 meter djup, har en yta på 0,0595 kvadratkilometer och befinner sig 59,3 meter över havet.

## Delavrinningsområde
Östra Stensjön ingår i det delavrinningsområde (655610-158637) som SMHI kallar för Utloppet av Långsjön. Medelhöjden är 61 meter över havet och ytan är 1,73 kvadratkilometer. Det finns ett avrinningsområde uppströms, och räknas det in blir den ackumulerade arean 2,02 kvadratkilometer. Vattendraget som avvattnar avrinningsområdet har biflödesordning 2, vilket innebär att vattnet flödar genom totalt 2 vattendrag innan det når havet efter 38 kilometer. Avrinningsområdet består mestadels av skog (74 procent). Avrinningsområdet har 0,38 kvadratkilometer vattenytor vilket ger det en sjöprocent på 22,2 procent.